# Ostropales
Ostropales é uma ordem de fungos da classe Lecanoromycetes. Esta ordem foi circunscrita pelo botânico sueco John Axel Nannfeldt em 1932.